# Trychosis tokioensis
Trychosis tokioensis är en stekelart som först beskrevs av Tohru Uchida 1930.  Trychosis tokioensis ingår i släktet Trychosis och familjen brokparasitsteklar. Inga underarter finns listade i Catalogue of Life.